# Фалярони
Фаляро́ни (однина: жін. фаляро́на, чол. фаляро́н; рос. фарао́нки) — міфічний підводний народ напівриб-напівлюдей зі східнослов'янського фольклору. Є аналогом західноєвропейських русалок: вище пояса мають людське тіло, а нижче — риб'ячий хвіст.
Назва пов'язана з переосмисленням традиційної західноєвропейської русалки під впливом біблійних міфів. Вважалися фараоновим воїнством, що втонуло в Червоному морі, переслідуючи євреїв під час Виходу з Єгипту.